# L'ultimo re di Scozia
L'ultimo re di Scozia (The Last King of Scotland) è un film del 2006 diretto da Kevin Macdonald.
Il film, tratto dall'omonimo romanzo di Giles Foden del 1998, narra attraverso le vicende immaginarie d'un giovane e ambizioso medico scozzese impiegato proprio al servizio dello spietato dittatore Idi Amin Dada, le drammatiche vicissitudini dell'Uganda sotto il sanguinario regime del dittatore sopracitato, di cui copre un arco temporale che va dal 1971 al 1979.
Forest Whitaker, che veste i panni del dittatore ugandese, grazie a questa sua intensa interpretazione vinse l'Oscar al miglior attore nel 2007, oltre ad un Golden Globe ed un BAFTA.

## Trama
Scozia, luglio 1970. Il giovane studente Nicholas Garrigan si è appena laureato in medicina e torna alla sua cittadina, anche se non sembra contento, dopo la festa su un lago di Edimburgo con i compagni universitari: non volendo seguire le noiose orme del padre, unico medico del borgo in cui vivono, egli decide di andare a fare il volontario in Uganda al seguito del dottore britannico David Merrit e del primario ospedaliero ugandese, Thomas Junju. Arrivato via mare e poi con un viaggio in pullman nella splendida savana africana nel gennaio di un anno dopo, in poco tempo si invaghisce dell'attraente moglie di Merrit, Sarah, che nonostante si lasci andare a un bacio, non cede alla sua intraprendenza.
Nel frattempo la situazione politica in Uganda è cambiata: l'autoritario presidente della nazione, Milton Obote, è stato deposto dal generale Idi Amin Dada, usurpatore della carica, e Nicholas convince Sarah ad assistere a un suo discorso pubblico, da cui rimane positivamente colpito (a differenza della donna che sembra non apprezzare il nerboruto militare, non più del deposto presidente Obote). Poco dopo il comizio Amin Dada resta leggermente ferito per un incidente stradale nel quale la sua auto investe una vacca watussa. Nicholas, unico dottore nella zona, è chiamato a medicare la mano del dittatore. Intervenuto immediatamente, è disturbato dagli strazianti versi della mucca agonizzante, e così, afferra la pistola che era stata lasciata sul tettuccio dell'auto del generale e con due colpi uccide l'animale moribondo, per non farlo soffrire.
Amin, che ammira la Scozia per aver combattuto contro i Mau-Mau a fianco di soldati scozzesi nei King's African Rifles e poiché essa è dominio britannico come lo era l'Uganda, è sorpreso dalla risolutezza del giovane e felice di scoprirne la nazionalità. Garrigan, a sua volta, è colpito dal carisma di Amin, con cui condivide le idee di riscossa e di egualitarismo per l'Uganda. Il loro rapporto viene ufficialmente cementato quando Idi prende la maglietta con i colori della bandiera scozzese, dando in cambio al nuovo amico la sua camicia da generale. Alcuni giorni dopo il neo-presidente Amin chiede a Garrigan di diventare suo medico personale e di farsi carico della modernizzazione del sistema sanitario ugandese. Garrigan inizialmente è titubante perché non vuole abbandonare Sarah e la missione, ma poi accetta e si trasferisce a Kampala, nella residenza di Amin.
In breve Garrigan diventa il confidente personale del presidente, che lo interpella non solo per questioni mediche ma anche per importanti affari di Stato. Ma l'indole paranoica del generale Amin non tarda a mostrarsi, già quando il presidente arriverà a far chiamare Garrigan con urgenza per un forte dolore all'addome, temendo di essere stato avvelenato per ordine del deposto Obote, quando invece stava soffrendo solo di un semplice disturbo digestivo. Amin, con il giovane medico scozzese vicino ad aiutarlo, arriva a definirsi anche come "l'ultimo re di Scozia".
Intanto Garrigan viene avvicinato da Nigel Stone, ambasciatore britannico in Uganda, che tenta in maniera piuttosto secca di far ragionare il ragazzo riguardo al supporto che sta dando a un personaggio secondo lui pericoloso come Idi Amin Dada, ma riceve dal giovane medico, che nutre una profonda stima verso il presidente ugandese, una risposta caustica.
Anche se viene a conoscenza delle violenze perpetrate da Amin, Nicholas accetta la spiegazione del capo, secondo cui solo alla morte degli ultimi sostenitori di Obote seguirà un lungo periodo di pace. Senza accorgersene, a poco a poco Garrigan diventa semplicemente un menestrello di regime, un apologeta disposto ad accettare la corruzione e le repressioni del governo in cambio dei lussi che gli vengono concessi (una Mercedes Pagoda, un bell'appartamento, il libero accesso alla villa con piscina del presidente e tante donne disponibili).
Mentre presta servizio come medico della famiglia del presidente, Garrigan scopre che il leader poligamo ha ostracizzato la più giovane delle sue tre mogli, l'affascinante Kay, perché ha dato alla luce un figlio epilettico, Mackenzie. Nel corso delle sedute fatte per curare il bambino, Garrigan si lascia conquistare dalla bellezza e dallo spirito battagliero di Kay, con cui intraprende una pericolosa e segreta relazione amorosa.
Col precipitare degli eventi Amin diventa sempre più paranoico e crudele, condannando i presunti cospiratori a morire nei campi di concentramento, compreso Merrit con la moglie Sarah. Quando decide di espellere le minoranze asiatiche e Stone mostra a Nicholas le prove fotografiche che il regime sta perpetrando un genocidio contro il popolo ugandese, Garrigan decide di tagliare i ponti col tiranno e di tornare in Scozia. Ma Amin, sapute le intenzioni di Nicholas, gli fa sequestrare il passaporto britannico, poiché lo considera come un figlio e ha bisogno di lui.
Garrigan allora chiede aiuto a Stone, col quale in precedenza era stato aggressivo e maleducato, ma questi gli risponde che le autorità del Regno Unito aiuteranno un complice delle violenze del regime a lasciare l'Uganda solo a condizione che uccida il dittatore. La situazione intanto si complica ulteriormente quando Kay lo informa che aspetta un bambino da lui. Se Amin venisse a conoscenza della gravidanza, entrambi sarebbero condannati a morte, così l'unica soluzione percorribile è l'aborto. Non potendo ricorrere alle cure dell'ospedale, Nicholas deve provvedere con mezzi di fortuna all'operazione. Inoltre, per cause di forza maggiore, viene trattenuto a lungo lontano da Kay che fa l'errore di andare in un villaggio per tentare di abortire da sola, venendo così scovata e uccisa dagli uomini di Amin, insieme al nascituro. Garrigan non fa in tempo a salvarla, ritrovandone il cadavere, oscenamente mutilato, con i quattro arti recisi, le braccia risaldate al posto delle gambe e le gambe al posto delle braccia.
Il ragazzo, sconvolto da quest'ultima dimostrazione di violenza, decide allora di assassinare il sanguinario dittatore, anche per espiare la propria complicità. Nicholas consegna ad Amin delle pillole avvelenate al posto dell'analgesico per l'emicrania, ma nel corso delle trattative per il dirottamento di un aereo dell'Air France effettuato da miliziani palestinesi e atterrato a Entebbe per salvare alcuni ostaggi asiatici, il suo piano viene a galla quando un soldato dell'aeroporto ingoia le pillole al posto di Dada. Un infuriato Amin, già a conoscenza della relazione che aveva con Kay, toglie la fiducia a Garrigan e decide di condannarlo a morte secondo un'antica usanza ugandese del suo villaggio, riservata a chi rubava la moglie di un anziano: il medico viene così appeso per la pelle a dei ganci di ferro appuntiti che gli perforano le areole del petto, come un quarto di bue da macello, e sollevato completamente da terra.
Ma il dottor Junju approfitta di una pausa degli aguzzini per soccorrere Garrigan, in modo che questi possa salvarsi imbarcandosi sull'aereo messo a disposizione di una parte dei passeggeri dell'aereo dirottato e rivelare poi al mondo la verità sulla brutale azione politica di Amin, che finge di essere leale agli occhi di tutti e di liberare gli ostaggi asiatici sull'aereo che li riconduceva a casa (in realtà è solo un piccolo gruppo di asiatici). Sfruttando il caos aeroportuale, Garrigan riesce a entrare a bordo dell'aereo che porterà in salvo gli ostaggi liberati, mentre il dottor Junju viene ucciso con un colpo di pistola dagli scagnozzi di Amin. Garrigan è salvo in tempo e, distrutto per le torture subite, chiude gli occhi, una volta decollato l'aereo, e pare voler dimenticare tutto l'orrore che si lascia dietro, mentre decide di fare in Scozia l'attività di medico, come suo padre.
Il film si chiude con materiale d'archivio raffigurante il reale Idi Amin Dada e il seguente testo:

## Distribuzione
Il film è uscito nelle sale cinematografiche statunitensi il 27 settembre 2006. Nel Regno Unito e in Italia, invece, è uscito un anno dopo, il 12 gennaio e il 16 febbraio 2007.

### Versione italiana
La direzione del doppiaggio italiano è a cura di Roberto Chevalier, su dialoghi di Valerio Piccolo, per conto della SEFIT-CDC.

## Riconoscimenti
- 2007 - Premio Oscar
  - Miglior attore protagonista a Forest Whitaker
- 2007 - Golden Globe
  - Miglior attore in un film drammatico a Forest Whitaker
- 2007 - Premio BAFTA
  - Miglior film britannico a Andrea Calderwood, Lisa Bryer, Charles Steel, Kevin Macdonald, Peter Morgan e Jeremy Brock
  - Miglior attore protagonista a Forest Whitaker
  - Migliore sceneggiatura non originale a Peter Morgan e Jeremy Brock
  - Nomination Miglior film a Andrea Calderwood, Lisa Bryer e Charles Steel
  - Nomination Miglior attore non protagonista a James McAvoy
- 2006 - National Board of Review Award
  - Miglior attore protagonista a Forest Whitaker
- 2007 - Kansas City Film Critics Circle Award
  - Miglior attore protagonista a Forest Whitaker
- 2006 - Boston Society of Film Critics Award
  - Miglior attore protagonista a Forest Whitaker
- 2007 - Broadcast Film Critics Association Award
  - Miglior attore protagonista a Forest Whitaker

- 2006 - Chicago Film Critics Association Award
  - Miglior attore protagonista a Forest Whitaker
- 2006 - Las Vegas Film Critics Society Award
  - Miglior attore protagonista a Forest Whitaker
- 2006 - Los Angeles Film Critics Association Award
  - Miglior attore protagonista a Forest Whitaker
- 2006 - New York Film Critics Circle Award
  - Miglior attore protagonista a Forest Whitaker
- 2006 - Satellite Award
  - Miglior attore in un film drammatico a Forest Whitaker
  - Nomination Miglior film drammatico
- 2007 - Screen Actors Guild Award
  - Miglior attore protagonista a Forest Whitaker
- 2006 - British Independent Film Award
  - Migliore regia a Kevin Macdonald
  - Miglior contributo tecnico a Anthony Dod Mantle
  - Nomination Miglior film britannico indipendente
  - Nomination Miglior attore protagonista a Forest Whitaker
  - Nomination Miglior attore protagonista a James McAvoy
  - Nomination Migliore sceneggiatura a Peter Morgan e Jeremy Brock